# Esperança Gicaso
Esperança Gicaso (geboren am 2. Juli 1992 in Luanda, Angola) ist eine angolanische Lehrerin und Para-Leichtathletin. Die im Alter von drei Jahren erblindete Athletin war Teilnehmerin der Sommer-Paralympics 2016 in Rio de Janeiro, wo sie als Läuferin in den Klassen T11 und F11 antrat.
Gicaso arbeitet als Lehrerin in Luanda.

## Karriere
Esperança Gicaso wurde 1992 in der angolanischen Hauptstadt Luanda geboren, im Alter von drei Jahren erblindete sie. Als Sportlerin wurde sie durch ein Mitglied des Angolanischen Paralympischen Komitees an der  Oscar-Ribas-Schule in Luanda entdeckt, ihr Trainer wurde Jose Manuel. Unterstützt wurde sie durch die Agitos Foundation, einer weltweit aktiven Stiftung des Internationalen Paralympischen Komitees (IPC).
Gicaso trat bei den Afrikaspielen 2011 in Maputo an und gewann die Silbermedaille im 100-Meter-Lauf nach der Nigerianerin Deborah Adwale. Bei den Leichtathletik-Weltmeisterschaften der Behinderten 2013 in Lyon gewann Esperança Gicaso die Bronzemedaille im 200-Meter-Lauf hinter den Brasilianerinnen Terezinha Guilhermina und Jerusa Santos. 2015 gewann sie bei den Afrikaspielen 2015 in Brazzaville die Bronzemedaille über 100 Meter T11 hinter der Nigerianerin Lovina Onyegbule und Ivorianerin Diasso F.B.
2016 nahm Gicaso an den Sommer-Paralympics in Rio de Janeiro teil, wo sie auch als Flaggenträgerin für Angola ausgewählt wurde. Sie war Teil eines Teams aus vier Sportlern aus Angola und trat gemeinsam mit ihrem Begleiter Alaine Antonio Dias Baptista bei den Leichtathletik-Wettbewerben in den Klassen T11 und F11 als Läuferin über 100, 200 und 400 Meter an. Sie konnte sich dabei nicht für die Finalläufe qualifizieren, erreichte jedoch auf 100 Metern mit einer Zeit von 12,61 Sekunden und auf 400 Meter mit 1:04,17 ihre persönlichen Bestzeiten.
Bei den Leichtathletik-Weltmeisterschaften der Behinderten 2017 in London gewann sie die Bronzemedaille im 200-Meter-Lauf T11 hinter den Chinesinnen Zhou Guohua und Liu Cuiqing. Im 100-Meter-Lauf gewann sie die Silbermedaille hinter Zhou Guohua und vor der Thailänderin Kewalin Wannaruemon.

## Belege
1. 1 2 3 4 5  Esperança Gicaso auf der Website des Internationalen Paralympischen Komitees (IPC); abgerufen am 19. Januar 2020
2. ↑  William Kayser: Terezinha Guilhermina fecha participação no Mundial da França com três ouros Gazeta do Povo, 28. Juli 2013; abgerufen am 19. Januar 2020
3. ↑  Angolana Esperança Gicaso conquista bronze nos 100 metros (Memento vom 13. Oktober 2019 im Internet Archive) Sapo des Porto, 14 September 2015; abgerufen am 19. Januar 2020
4. ↑  Esperança Gicaso auf der Website zu den Sommer-Paralympics 2016, archiviert am 1. Oktober 2016; abgerufen am 19. Januar 2020
5. 1 2  Women's 100m - T11 - Standings auf der Website zu den Sommer-Paralympics 2016, archiviert am 22. September 2016; abgerufen am 19. Januar 2020
6. ↑  Women's 200m - T11 - Standings auf der Website zu den Sommer-Paralympics 2016, archiviert am 22. September 2016; abgerufen am 19. Januar 2020
7. 1 2  Women's 400m - T11 - Standings auf der Website zu den Sommer-Paralympics 2016, archiviert am 22. September 2016; abgerufen am 19. Januar 2020
8. ↑  Georgias Scarr: World Para Athletics Championships: Days 5-10 Runner’s World, 24. Juli 2017; abgerufen am 19. Januar 2020